# Ивановская (Черёмушское сельское поселение)
Ивановская — деревня в Котласском районе Архангельской области.

## География
Находится в юго-восточной части Архангельской области на расстоянии приблизительно 22 км на восток-северо-восток по прямой от административного центра округа города Котлас на левом берегу речки Ватса при ее впадении в Вычегду.

## История
В 1859 году здесь (деревня Сольвычегодского уезда Вологодской губернии) был учтен 1 двор. 
До 2022 года входила в упразднённое Черёмушское сельское поселение.

## Население
Численность населения: 4 человека (1859 год), 0 в 2002 году, 4 в 2010.